# Li Caixia
Li Caixia (chiń. 李彩霞; ur. 23 sierpnia 1987 w Xi’an) – chińska lekkoatletka, skoczkini o tyczce.

## Osiągnięcia
- złoty medal mistrzostw Azji (Guangdong 2009)
- 4. miejsce w pucharze interkontynentalnym (Split 2010)
- złoto igrzysk azjatyckich (Kanton 2010)
- złota medalistka mistrzostw kraju

W 2010 zajęła 14. miejsce w eliminacjach podczas rozegranych w Dosze halowych mistrzostw świata.

## Rekordy życiowe
- skok o tyczce (stadion) - 4,50 (2010)
- skok o tyczce (hala) - 4,20 (2010)